# Sputacchiera

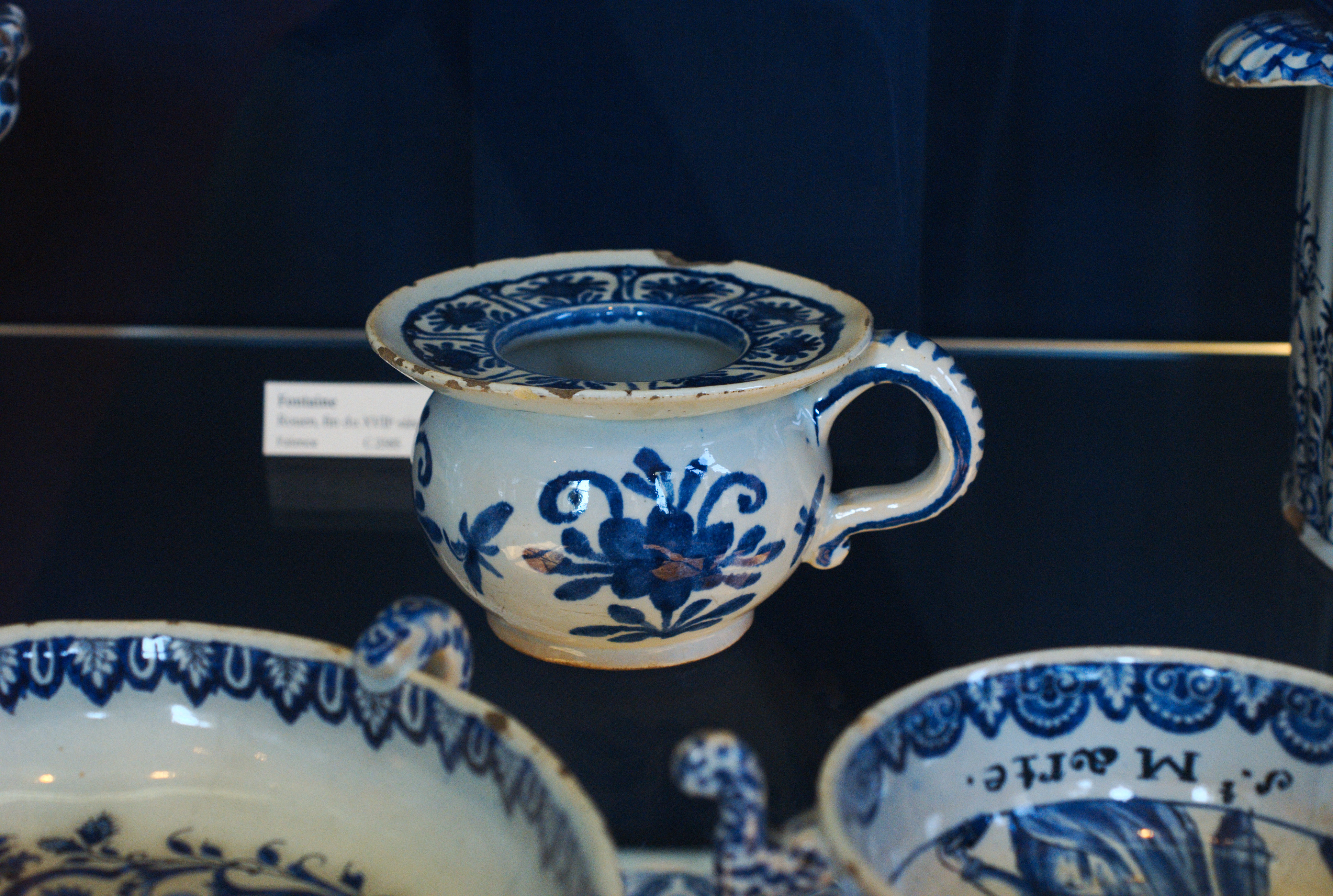
Sputacchiera francese del XVIII secolo

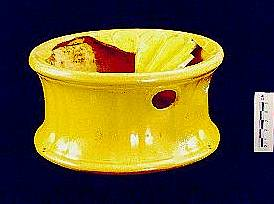
Una sputacchiera americana

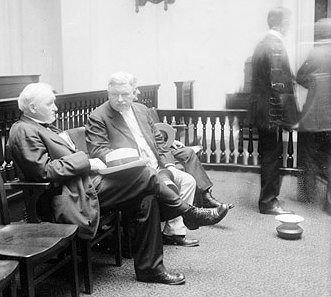
Chicago, 1910: una sputacchiera in un'aula di tribunale

La sputacchiera è un piccolo recipiente utilizzato per sputarvi dentro. Tale oggetto, legato soprattutto al consumo di tabacco da fiuto e da masticare, ha conosciuto la sua massima diffusione tra la fine del XIX secolo e l'inizio del XX secolo; è oggi quasi completamente in disuso.

## Storia
(Leonardo Sciascia, dal capitolo XIII di A ciascuno il suo)
Diffusasi in Europa e negli Stati Uniti intorno al 1840, la sputacchiera divenne in breve tempo un oggetto di largo uso, caratteristico di luoghi pubblici come caffè, negozi, alberghi, banche, carrozze ferroviarie e qualunque altro luogo di aggregazione (specie di adulti maschi). L'introduzione della sputacchiera fu considerato un progresso in termini di civiltà e di igiene: il ricorso a tale recipiente serviva difatti a combattere la diffusa abitudine di sputare saliva o tabacco su pavimenti, strade e marciapiedi. Parallelamente alla comparsa delle sputacchiere in molte città europee e americane vennero emanati specifici divieti di sputare se non in tali recipienti.
Le comuni sputacchiere erano soprattutto di ottone e alluminio, ma le più elaborate erano di vetro, ceramica o porcellana. Di foggia prevalentemente tondeggiante, le sputacchiere erano dotate di un fondo piatto per impedire il rovesciamento e di bordi ricurvi verso l'esterno per evitare colate al di fuori del recipiente. Se alcune sputacchiere erano provviste di coperchio, la maggior parte era invece aperta come un portacenere, e solo in determinati casi presentava dei fori di scolo richiudibili sul fondo per agevolarne lo svuotamento.
Per evitare la diffusione di malattie, le sputacchiere pubbliche furono ben presto riempite di soluzioni antisettiche, mentre soprattutto per i malati di tubercolosi vennero create sputacchiere tascabili. In seguito alla grande influenza spagnola del 1918-1919 l'uso della sputacchiera iniziò a regredire per motivi di igiene e di etichetta, ma anche perché la sigaretta aveva soppiantato il tabacco da masticare. Le ultime sputacchiere scomparvero dai locali pubblici italiani nel secondo dopoguerra. Nonostante ciò, di fatto non è stato mai abrogato il "Regolamento per rendere obbligatoria l'attuazione di migliorie igieniche e sanitarie negli alberghi" (Testo Unico Leggi Sanitarie n. 1265 del 27 luglio 1934 con varianti previste dal D.P.R. n. 630 del 28 giugno 1955), che all'art. 12 prevede il seguente obbligo: "Nelle camere di alloggio, nelle sale di trattenimento, nei corridoi, nei vestiboli dei pianerottoli delle scale ed in altri ambienti abitabili si dovranno porre sputacchiere igieniche in numero adeguato".

## Usi attuali

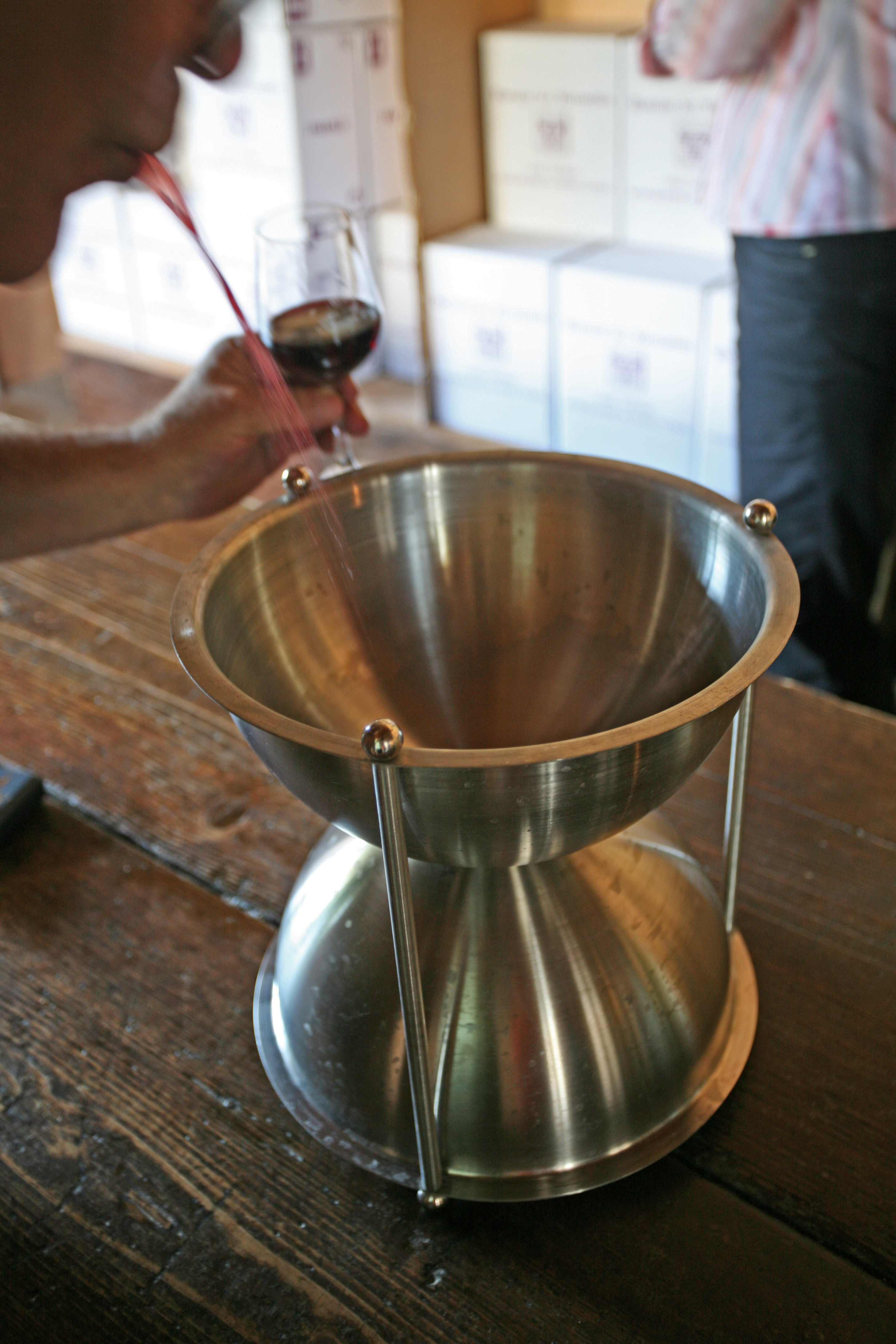
Uso della sputacchiera durante una sessione di degustazione di vino.

Per quanto le sputacchiere vengano ancora prodotte in piccola quantità esse non sono in genere più utilizzate nei locali aperti al pubblico. Una delle rare occasioni di uso sistematico della sputacchiera nel corso di un'attività professionale è quella della degustazione di bevande alcoliche e, in particolare, di vini. I sommelier sono infatti soliti assaggiare piccole quantità di vino senza inghiottirle ma al contrario sputandole in modo da evitare possibili intossicazioni da alcol.
Ogni giudice in servizio presso la Corte Suprema degli Stati Uniti d'America ha a disposizione una sputacchiera presso la propria poltrona nell'aula dove la corte si riunisce. Tuttavia queste sputacchiere, a partire dai primi anni del XX secolo, vengono ormai più che altro utilizzate come cestini per la carta straccia.